# Brassica rapa
La rapa (Brassica rapa L.) è una pianta della famiglia Brassicaceae largamente coltivata come ortaggio, di cui si consumano, secondo le varietà botaniche, le foglie (komatsuna, mizuna, cavolo napa, cavolo cinese), la radice (rapa), le cime fiorite (friarielli o cime di rapa), il seme oleoso (ravizzone).

## Descrizione

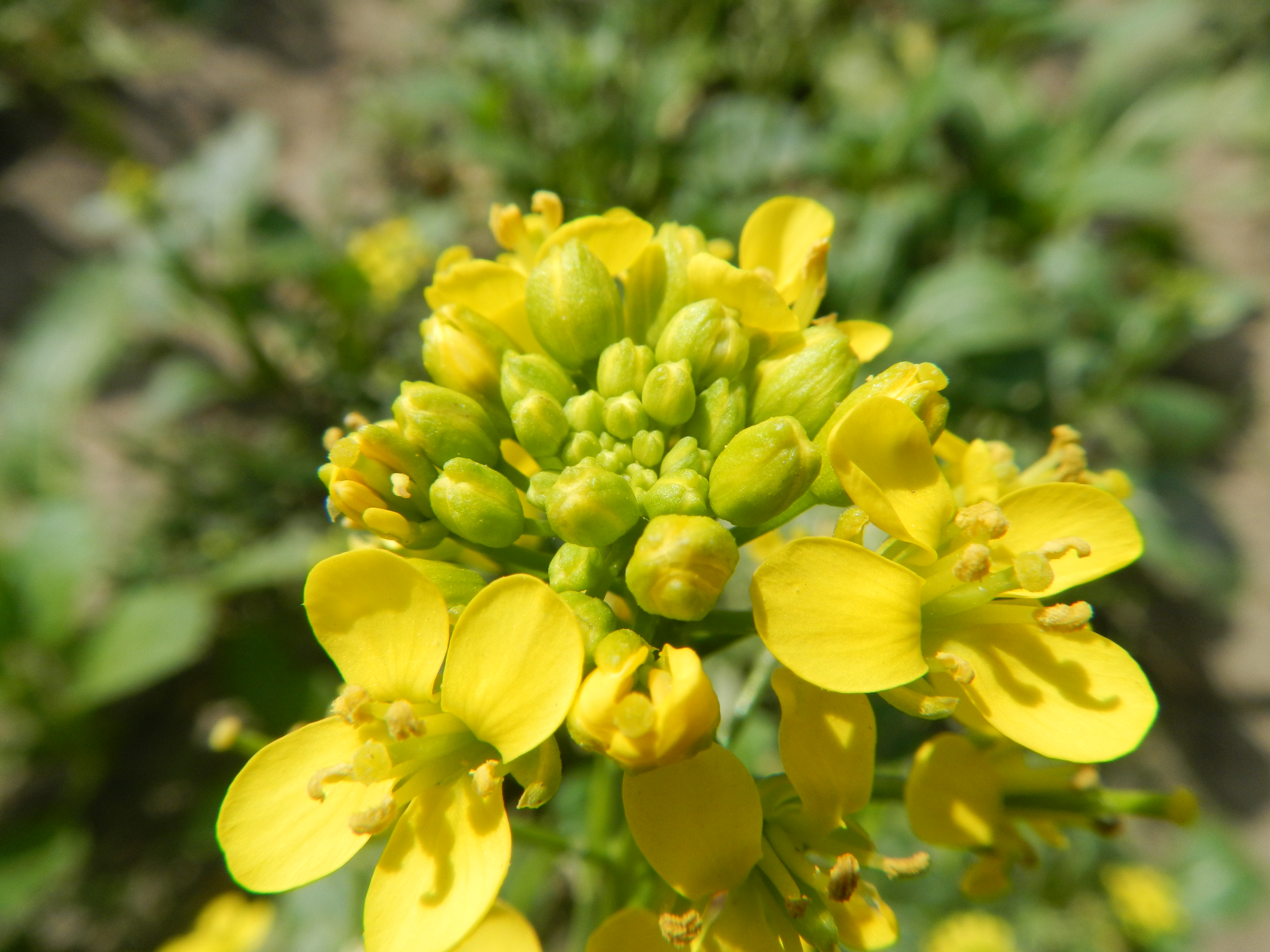
Fiori di B. rapa

Brassica rapa è una pianta erbacea annuale o biennale che raggiunge solitamente un'altezza compresa tra 30 e 100 cm. Forma fittoni robusti, talvolta carnosi e ispessiti. Le parti fuori terra della pianta sono generalmente nude o pelose. Il fusto eretto, semplice o ramificato in alto è solitamente nudo o presenta peluria alla base.
Le foglie sono solo basali durante la fase vegetativa e disposte alternativamente a spirale sul fusto durante la fase generativa. Le foglie basali e quelle inferiori del fusto sono divise in piccioli e lamine. Il picciolo è solitamente lungo da 2 a 10 cm, sottile o ispessito e carnoso, talvolta chiaramente alato. La lamina fogliare prevalentemente pelosa delle foglie basali e delle foglie del fusto inferiore è solitamente lunga da 10 a 40 cm e larga da 3 a 10 cm e ha una profilo ovoidale, allungato o lanceolato e il suo Il bordo è liscio, ondulato, seghettato, dentato. Le foglie superiori del fusto sono sessili e la loro lamina fogliare nuda è generalmente lunga da 2 a 8 cm e larga da 0,8 a 3 centimetri, ovata, allungata o lanceolata e il suo bordo è liscio o ondulato.
Il periodo di fioritura nell'Europa centrale va da aprile a settembre, in Cina da marzo a giugno. I fiori sono riuniti in un'infiorescenza inizialmente ad ombrella, che successivamente diviene racemosa per il notevole allungamento dell'asse dell'infiorescenza fino alla maturazione del frutto.
Il fiore ermafrodita è quadruplice con doppio perianzio e quattro petali di colore giallo, obovati con un'estremità superiore arrotondata.
Il frutto è un baccello lungo solitamente 3-8 cm largo 2-4 mm. Quando il frutto è maturo, il baccello si apre e contiene da 8 a 15, raramente fino a 30, semi in ciascun compartimento del frutto. I semi, di colore che va dal bruno-rossastro al nero, sono sferici con un diametro da 1,1 a 1,8 mm.
B. rapa appartiene alla famiglia delle Brassicaceae e presenta un fogliame verde, con foglie glabre o leggermente ispide da giovani e foglie superiori che abbracciano parzialmente lo stelo. Gli steli sono ben ramificati, anche se il grado di ramificazione dipende dal biotipo/varietà e dalle condizioni ambientali.

## Distribuzione e habitat
Introdotta e coltivata in tutto il mondo, questa pianta è originaria della regione mediterranea e dell'Asia occidentale.

## Usi
Brassica rapa è coltivata fin dal Neolitico. Esistono numerose varietà o sottotaxa coltivate come colture oleaginose, orticole e foraggere.
Le foglie giovani sono considerate un ottimo ortaggio a foglia e possono essere consumate crude; le foglie più vecchie sono meglio cotte. Il fittone e i semi possono essere consumati anche crudi, sebbene questi ultimi contengano un olio che può causare irritazione ad alcune persone.
Le sottospecie di B. rapa includono:
| Cultivar          | Immagine | Nome scientifico                | Parti utilizzate     |
| ----------------- | -------- | ------------------------------- | -------------------- |
| Ravizzone         |          | Brassica rapa ssp. oleifera     | Semi                 |
| Toria             |          | Brassica rapa ssp. dichotoma    | Semi/foglie          |
| Sarson giallo     |          | Brassica rapa ssp. trilocularis | Semi/foglie          |
| Rapa              |          | Brassica rapa ssp. rapa         | Radice/foglie        |
| Cavolo di Pechino |          | Brassica rapa ssp. pekinensis   | Foglie               |
| Bok choy          |          | Brassica rapa ssp. chinensis    | Foglie               |
| Mizuna            |          | Brassica rapa ssp. nipposinica  | Foglie               |
| Tatsoi            |          | Brassica rapa ssp. narinosa     | Foglie               |
| Komatsuna         |          | Brassica rapa ssp. perviridis   | Foglie/infiorescenze |
| Friariello        |          | Brassica rapa ssp. sylvestris   | Foglie/infiorescenze |